# Рейд Радзивілла
Рейд Радзивілла — рейд польсько-литовської кінноти під командуванням гетьмана польного литовського Христофора «Перуна» Радзивілла вглиб російських володінь в 1581 році .

## Передісторія
10 липня 1581 король Речі Посполитої Стефан Баторій організував відволікаючий кінний рейд углиб російських володінь, щоб відвернути частину російських військ. Командувачем литовського корпусу був призначений гетьман польний литовський і каштелян Трокскій Христофор Радзивілл, молодший син гетьмана великого литовського Миколи «Рудого» Радзивілла. За інструкцією короля Радзивілл мав виступити на Дорогобуж, звідти на Білу, Торопець і Холм.

## Перебіг рейду
5 серпня Радзивілл виступив з Вітебська в свій похід, маючи під своїм керівництвом близько 4 тисяч війська. Спочатку він рушив на Дорогобуж, але, дізнавшись по дорозі, що московські воєводи розоряють околиці Великих Лук, Усвята і Велижа, повернув на Велиж.
Назустріч Радзівіллу з Великих Лук виступив Оршанський староста Філон Кміта з загоном з 2 тисяч вершників і 600 татар. Радзивілл і Кміта зустрілися біля Покровського монастиря, на річці Немезі, в околицях Торопця.
Під час рейду Радзивілл використовував тактику випаленої землі, залишаючи після себе тільки попіл. З Вітебська він прибув в Велиж, звідки, спалюючи все на своєму шляху, рушив на Ржев, а потім 26 серпня підійшов до берегів Волги біля Пречистенського монастиря. Отримавши дані про те, що сам цар Іван Грозний знаходиться в Стариці, Радзивілл наказав спалити довколишні села і села. Кміта запропонував Радзівіллу напасти на Старицю і взяти в полон царя. Але Радзивілл, який побоювався переваги московських сил, відмовився це зробити. Царський постільничий, що втік із Стариці, повідомив Радзівілла про те, що наляканий цар уже відправив свою сім'ю в Москву, а сам незабаром планує покинути Старицю.
Радзивілл з литовським корпусом вирушив на Холм, грабуючи і спалюючи московські села. По дорозі литовці розбили два московських загони. Біля витоків Волги і Двіни Радзивілл зупинився, відпочиваючи кілька днів. Потім він рушив до Дубни, де завдав нової поразки загону стрільців з Торопця. Після цього Радзивілл вирушив у Торопець, де пробув два дні і розоривши міські околиці, відступив до Старої Русси, де розташовувались царські солеварні, що давали царю дохід в розмірі близько 200 тисяч рублів. Радзивілл відправив на місто загін з 400 вершників, який розбив московські сили (1500 чол.) під командуванням князя Оболенського. Литовці захопили і спалили Стару Руссу. Звідти Радзивілл рушив далі. 10 жовтня розпочався облога Порхова, що закінчилася 19 жовтня. Тільки наказ Стефана Баторія йти до Пскова врятував місто від захоплення і розорення. 26 жовтня Радзивілл зі своїм корпусом прибув в польсько-литовський табір під Псковом.
Саме після цього походу Радзивілла стали називати «Перуном» за те, що він, подібно язичницькому слов'янському богу, випалив землю, по якій йшов, і наводив жах на своїх ворогів.